# Reusch Glacier (glaciär i Antarktis)
Reusch Glacier är en glaciär i Antarktis. Den ligger i Östantarktis. Nya Zeeland gör anspråk på området. Reusch Glacier ligger 379 meter över havet.
Terrängen runt Reusch Glacier är kuperad österut, men åt sydväst är den bergig. Havet är nära Reusch Glacier åt nordost. Trakten är obefolkad. Det finns inga samhällen i närheten. 